# Anne på Grönkulla 2
Anne på Grönkulla 2 (engelska: Anne of Avonlea eller Anne of Green Gables: The Sequel) är en kanadensisk miniserie från 1987, baserad på serien om Anne på Grönkulla av L M Montgomery. I huvudrollerna ses Megan Follows, Colleen Dewhurst och Jonathan Crombie. Serien är uppföljaren till miniserien Anne på Grönkulla och följdes av TV-filmen Anne på Grönkulla 3, Den fortsatta berättelsen. I Sverige hade serien premiär på TV1 den 4 januari 1989.

## Rollista i urval
- Megan Follows - Anne Shirley
- Colleen Dewhurst - Marilla Cuthbert
- Patricia Hamilton - Rachel Lynde
- Wendy Hiller - Mrs. Harris
- Frank Converse - Morgan Harris
- Jonathan Crombie - Gilbert Blythe
- Schuyler Grant - Diana Barry
- Marilyn Lightstone - Miss Stacey
- Rosemary Dunsmore - Katherine Brooke
- Kate Lynch - Pauline Harris
- Genevieve Appleton - Emmeline Harris
- Susannah Hoffman - Jen Pringle
- Mag Ruffman - Alice Lawson
- Bruce McCulloch - Fred Wright
- Dave Foley - Lewis Allen